# Bessens
Bessens – miejscowość i gmina we Francji, w regionie Oksytania, w departamencie Tarn i Garonna.
Według danych na rok 1990 gminę zamieszkiwało 585 osób, a gęstość zaludnienia wynosiła 63 osób/km² (wśród 3020 gmin regionu Midi-Pireneje Bessens plasuje się na 530. miejscu pod względem liczby ludności, natomiast pod względem powierzchni na miejscu 1144.).

## zabytki

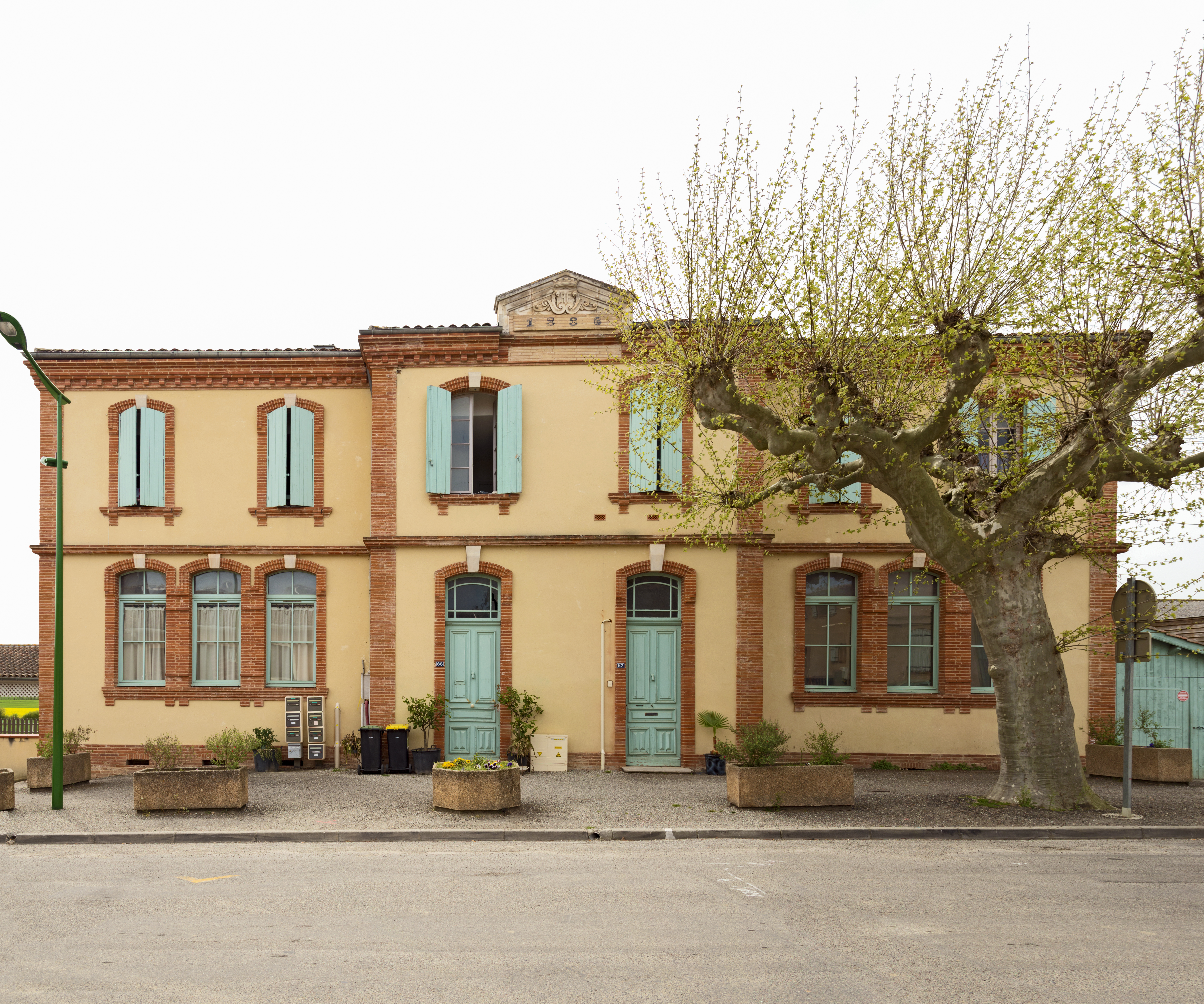
Ratusz.
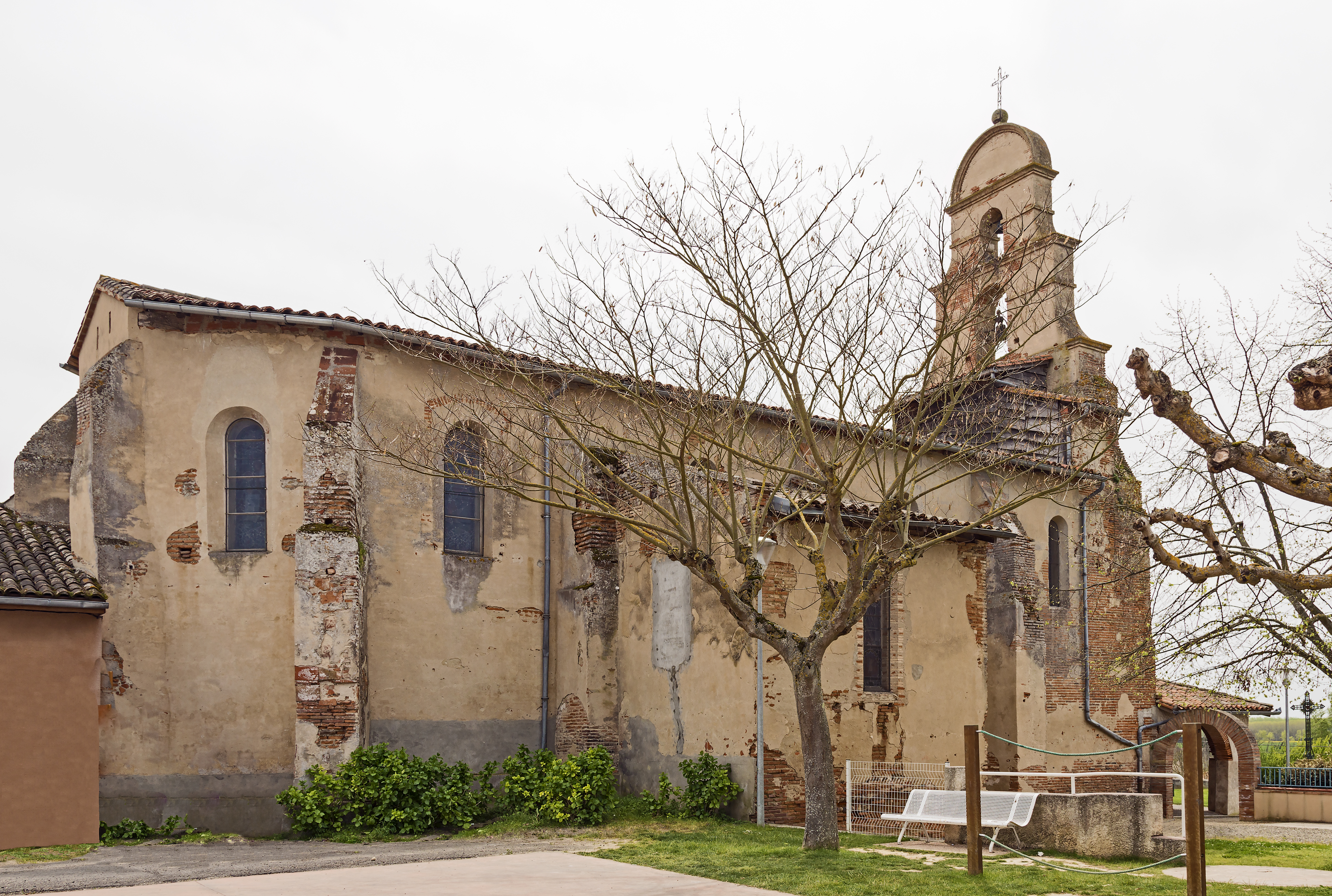
Kościół.
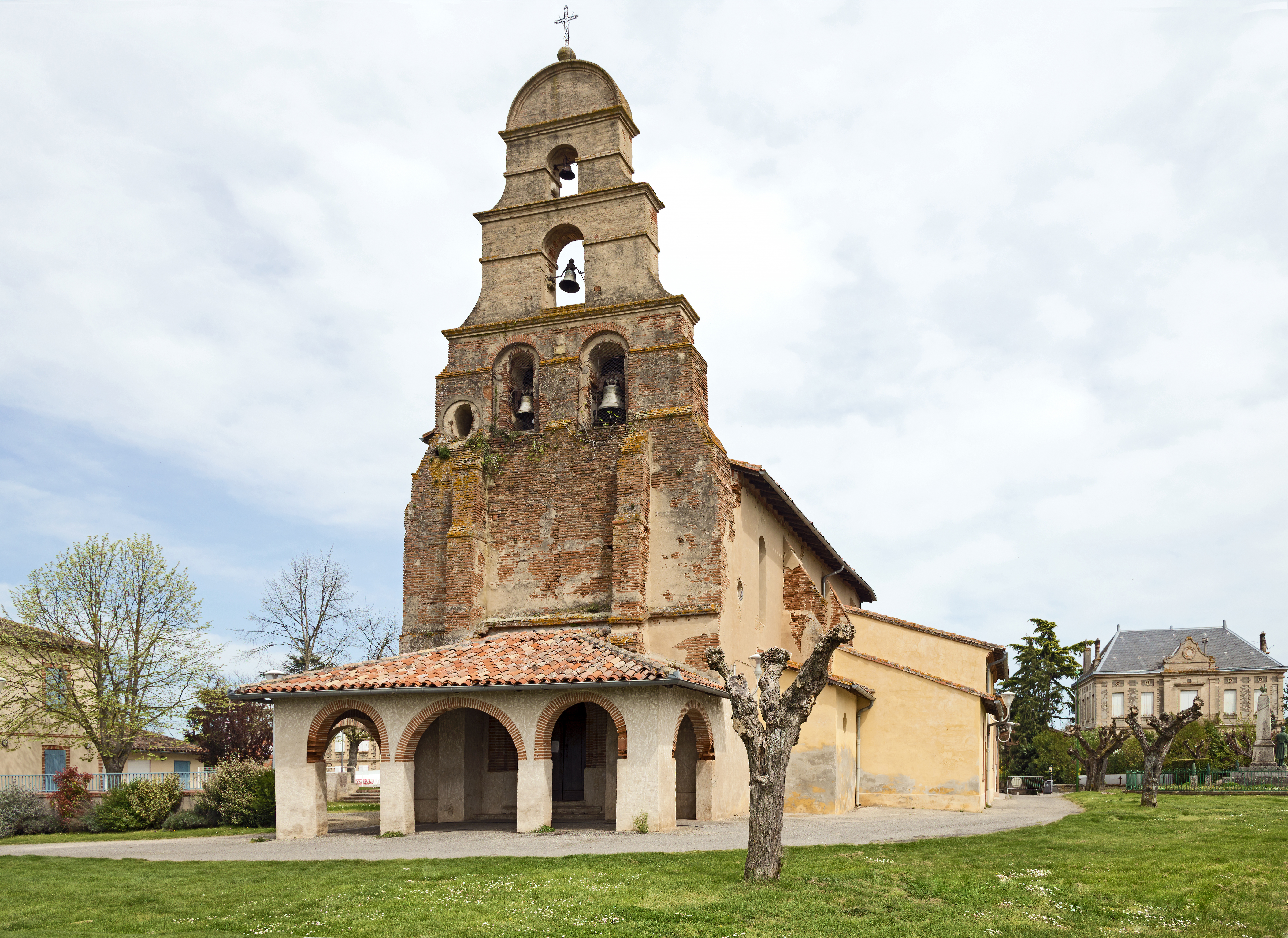
Dzwonnica.
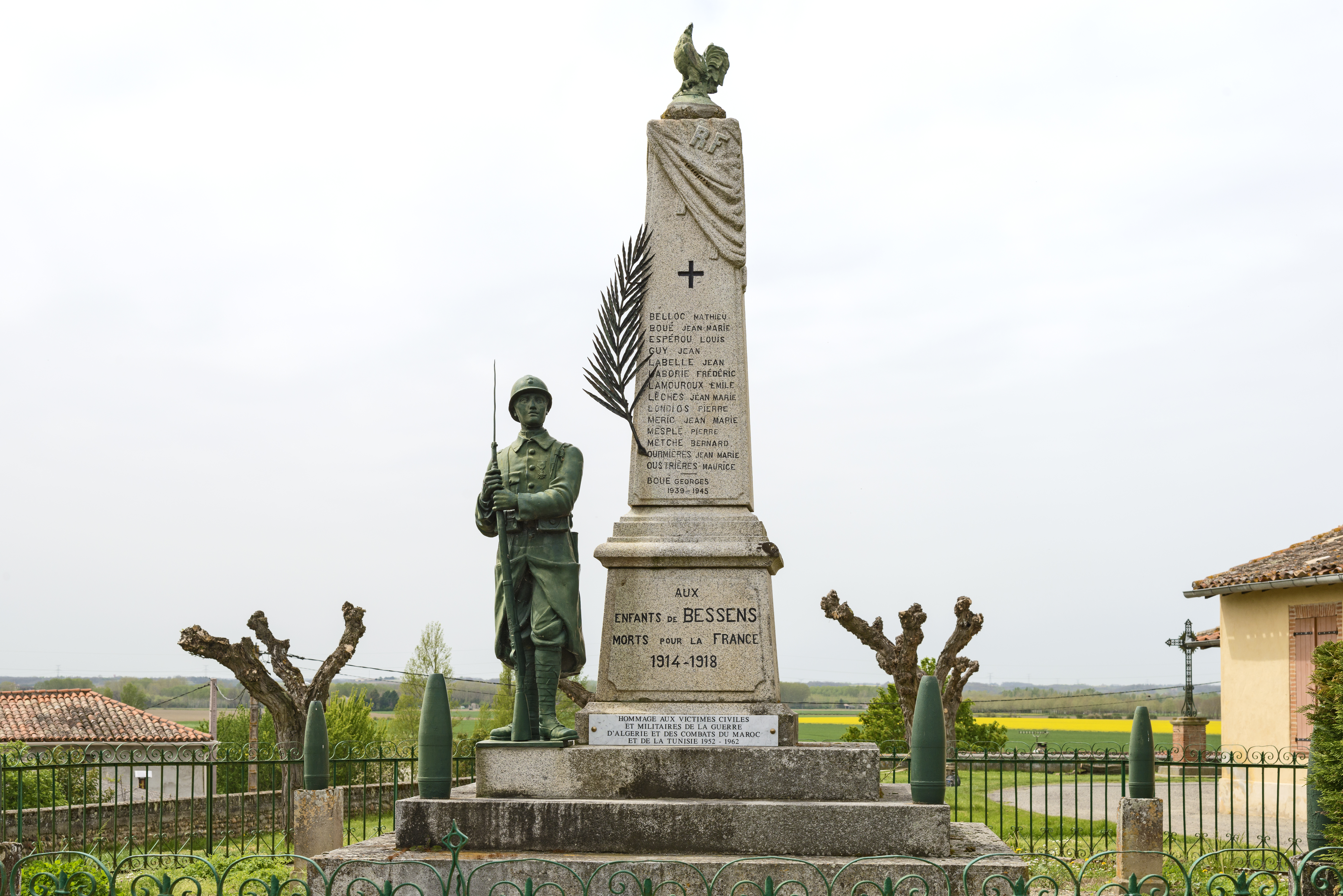
Pomnik wojenny.